# Philippe Monsel
Cet article possède un paronyme, voir Monsell.
 (août 2024).
La mise en forme du texte ne suit pas les recommandations de Wikipédia : il faut le « wikifier ».
Les points d'amélioration suivants sont les cas les plus fréquents. Le détail des points à revoir est peut-être précisé sur la page de discussion.
- Les titres sont pré-formatés par le logiciel. Ils ne sont ni en capitales, ni en gras.
- Le texte ne doit pas être écrit en capitales (les noms de famille non plus), ni en gras, ni en italique, ni en « petit »…
- Le gras n'est utilisé que pour surligner le titre de l'article dans l'introduction, une seule fois.
- L'italique est rarement utilisé : mots en langue étrangère, titres d'œuvres, noms de bateaux, etc.
- Les citations ne sont pas en italique mais en corps de texte normal. Elles sont entourées par des guillemets français : « et ».
- Les listes à puces sont à éviter, des paragraphes rédigés étant largement préférés. Les tableaux sont à réserver à la présentation de données structurées (résultats, etc.).
- Les appels de note de bas de page (petits chiffres en exposant, introduits par l'outil «  Source ») sont à placer entre la fin de phrase et le point final[comme ça].
- Les liens internes (vers d'autres articles de Wikipédia) sont à choisir avec parcimonie. Créez des liens vers des articles approfondissant le sujet. Les termes génériques sans rapport avec le sujet sont à éviter, ainsi que les répétitions de liens vers un même terme.
- Les liens externes sont à placer uniquement dans une section « Liens externes », à la fin de l'article. Ces liens sont à choisir avec parcimonie suivant les règles définies. Si un lien sert de source à l'article, son insertion dans le texte est à faire par les notes de bas de page.
- La présentation des références doit suivre les conventions bibliographiques. Il est recommandé d'utiliser les modèles {{Ouvrage}}, {{Chapitre}}, {{Article}}, {{Lien web}} et/ou {{Bibliographie}}. Le mode d'édition visuel peut mettre en forme automatiquement les références.
- Insérer une infobox (cadre d'informations à droite) n'est pas obligatoire pour parachever la mise en page.

Pour une aide détaillée, merci de consulter Aide:Wikification.
Si vous pensez que ces points ont été résolus, vous pouvez retirer ce bandeau et améliorer la mise en forme d'un autre article.
Philippe Monsel, né en 1948 à Liège (Belgique), est éditeur d'art, réalisateur, et photographe français.

## Biographie
Arrière-petit-fils de Siméon Monsel, Auvergnat émigré en Belgique (1885) et petit-fils de Léon Monsel, Philippe Monsel quitte ce pays en 1965, pour apprendre son métier de photographe à Paris[source secondaire souhaitée], d'abord au Studio Jean Colas, à La Varenne Saint-Hilaire (Val de Marne), où il s'initie à la photographie à la chambre pour les créateurs de meubles, les décorateurs, et les grands magasins (Printemps et Galeries Lafayette)[source secondaire souhaitée]. Il se forme ainsi aux métiers de base de la photographie : prises de vues à la chambre et laboratoire (développements et tirages). En 1967, il est engagé par Jean-Pierre Leloir, connu en tant que photographe de spectacle et du jazz, en particulier. Il devient, dès l'âge de 18 ans, le premier assistant du photographe. 
Il participe et photographie en compagnie de Jean-Pierre Leloir la rencontre historique, organisée le 6 janvier 1969 pour le magazine Rock & Folk, entre les trois « monstres sacrés » de l'époque : Georges Brassens, Jacques Brel et Léo Ferré,.
La décennie suivante, il s'engage dans des études en autodidacte en faisant d'autres métiers dans le champ de la vente, marketing, de la distribution, du commerce international. Il poursuit en se spécialisant dans la gestion financière de l'import-export de produits liés aux loisirs (audio hi-fi, photographie, jouets)[source secondaire souhaitée]. 
Dix ans après, en 1982, avec l'aide de sa famille et de quelques amis, il prend la direction des éditions Cercle d'art créées en 1950 par Charles Feld, avec la collaboration de Pablo Picasso. Les Éditions Cercle d'Art ont publié une trentaine d'ouvrages de référence sur l'œuvre du maître du vingtième siècle. Ce métier d'éditeur va l'occuper quelque trois décennies : il publie de 1982 à 2014 près d'un millier d'ouvrages sur l'art, son histoire, ses mouvements, ses plus grands artistes, en particulier sur la création contemporaine sous toutes ses formes visuelles.
À partir de 2000, il recommence à photographier. Les photographies de ses premières expositions personnelles sont signées du pseudonyme Antoine Stéphani (prénoms de son fils et de sa fille Stéphanie), cf. Le Monde du 11 juin 2004 https://www.lemonde.fr/archives/article/2004/06/11/p-antoine-stephani-et-son-double-p_4296447_1819218.html[source secondaire souhaitée].
En 2012, associé à Aurore Schwartz, il crée la webtv whoozart.tv qui diffuse sur le net plus d'une centaine de films documentaires et émissions sur l'art, la culture et la société dont il est le principal réalisateur.[source secondaire souhaitée]
En 2014, après trente-deux ans à la tête de Cercle d'art, il cède la présidence à Richard Mille dont la société Horométrie SA est devenue l'actionnaire majoritaire de la maison d'édition.

## Expositions
- 2002 : « Namsan », centre culturel coréen à Paris
- 2004 : « Billancourt », galerie Bruno Delarue à Paris
- 2005-2006 : « Billancourt », musée de la mine de Saint-Étienne ; théâtre de Malakoff
- 2009 : « Billancourt », médiathèque de Lorient
- 2012 : « Travelling du monde », Galerie 24 Beaubourg, Paris, catalogue publié aux Éditions Cercle d'art, 2012.
- 2012 : « Worshipping adoration », galerie Esther Woerdehoff
- 2013 : « New York Mansour's Performance » et « Ancient New York, New York antique »[7], galerie Esther Woerdehoff[8]
- 2022 : Exposition Billancourt au Musée d'Aurillac
- 2023 : Exposition Portrait d'animaux, à La Pierre Noire, Bois de Lempre, Champagnac
- 2023 : Exposition Portrait d'animaux, à La Pierre Noire, Médiathèque de Mauriac
- 2023 : Exposition Billancourt à La Pierre Noire, Bois de Lempre, Champagnac
- 2024 : Exposition Printemps à Jaleyrac, Jaleyrac
- 2024 : Exposition Entrée des artistes, à La Pierre Noire, Bois de Lempre, Champagnac

## Livres de photographie
Sous le pseudonyme d'Antoine Stéphani,
- 1996 : Les Ailes et le sablier : le jardin-musée du Père-Lachaise, texte de Roger Charneau, photographies d'A. Stéphani ; La Voie posthume, texte de Pierre Chaunu ; Paris, éditions Cercle d'art, 1997  (ISBN 2-7022-0536-4)
- 2002 : La Montagne des dix mille Bouddhas : Gyeongju, Namsan : un site de l'art bouddhique coréen du VIe au Xe siècle, texte de Yun Yeong-ryeol, photographies d'A. Stéphani ; trad. du coréen et notes par Tcho Hye-young ; commentaires de Bang Hai Ja, propos de Lee Ufan, préface de Kang Woo-Bang ; Paris, Cercle d'art  (ISBN 2-7022-0667-0)
- 2004 : Billancourt, texte de François Bon, photographies d'A. Stéphani ; Paris, Cercle d'art  (ISBN 2-7022-0705-7)
- 2005 : Petit Palais, texte de François Bon, photographies d'A. Stéphani ; Paris, Cercle d'art  (ISBN 2-7022-0764-2)

Sous son nom
- 2012 : Travelling du Monde, avec des textes de Alain Borer, Hervé Le Goff, Sophie Jaulmes, Paris,Cercle d'art, 64 pages  (ISBN 978-2-7022-0992-9)[10]
- 2013 : New York Mansour's performance - Ancient New York, New York antique (catalogue d'exposition), texte de Bernard Vasseur, Paris, Galerie Esther Woerdehoff / Cercle d'art  (ISBN 978-2-7022-1016-1)

## Œuvre photographique
- 2002 : La Montagne des dix mille Bouddhas : Gyeongju, Namsan
- 2001-2002 : Petit Palais
- 2003 : 
  - Billancourt
  - Montagne Sainte-Victoire
  - Choréphotographies
- 2004 : Mascarades
- 2006 : Maroc
- 2009 : Thalys
- 2012 : 
  - New York Antique
  - New York Mansour's performance
  - Worshipping - adoration
- 2014 : 
  - Procession, Culla, Toscane, triptyque, 18.08.2013 (18 h 43 – 19 h 51)
  - Natures mortes

## Filmographie

### Vidéos
- 2007 : Cheyrouse-Trizac[Quoi ?]
- 2007 : Altitude 1 885 m
- 2009 : Route[1]
- 2012 : Blanc
- 2012 : Venise[1]
- 2016 : Entrelacs

### Documentaires sur l'art
- 2007 : Gérard Schlosser, Secrets d'alcôves
- 2008 : André Brasilier, Les Ateliers de Brasilier
- 2008 : Michel Haillard, L'Antre d'Haillard
- 2009 : Taysir Batniji, Hannoun
- 2009 : Yvon Taillandier, Conversation à l'atelier
- 2010 : Rodin est là ![11],[12]
- 2010 : Wang Yan Cheng
- 2011 : Yves Dana, Entre Ombres et Lumières
- 2011 : Bang Hai Ja, Chant de lumière[11]
- 2012 : Béatrice Englert, Sculpter au pinceau
- 2012 : Anne De Bodt, La Traversée de la rivière
- 2014 : Ece Clarke, Ece Clarke
- 2015 : Nils-Udo, Les Hauts de Wattwiller
- 2015 : France Mitrofanoff, L'Atelier des Frigos
- 2016 : Lin Xiong Xiang
- 2016 : Jean-Pierre Raynaud, NO LIMIT
- 2017 : Série de films sur le Street Art
- 2017 : Danhoo, portrait à l'atelier